# At se angsten i øjnene
|  | Denne artikel er oprettet af botten Steenthbot ud fra en ekstern database. Den kan derfor have sproglige fejl eller mangler. Denne skabelon kan fjernes efter kontrol af indholdet. |

At se angsten i øjnene er en dansk dokumentarfilm fra 2007.

## Handling
Vi følger to unge kvinder, der begge har eksamens- og præstationsangst. De vælger at gøre noget ved deres angst og kontakter derfor en psykolog.